# Jarnac
Jarnac är en kommun i departementet Charente i regionen Nouvelle-Aquitaine i västra Frankrike. Kommunen ligger  i kantonen Jarnac som ligger i arrondissementet Cognac. År 2022 hade Jarnac 4 478 invånare.

## Befolkningsutveckling
Antalet invånare i kommunen Jarnac
Referens:INSEE